# Pangasius bocourti

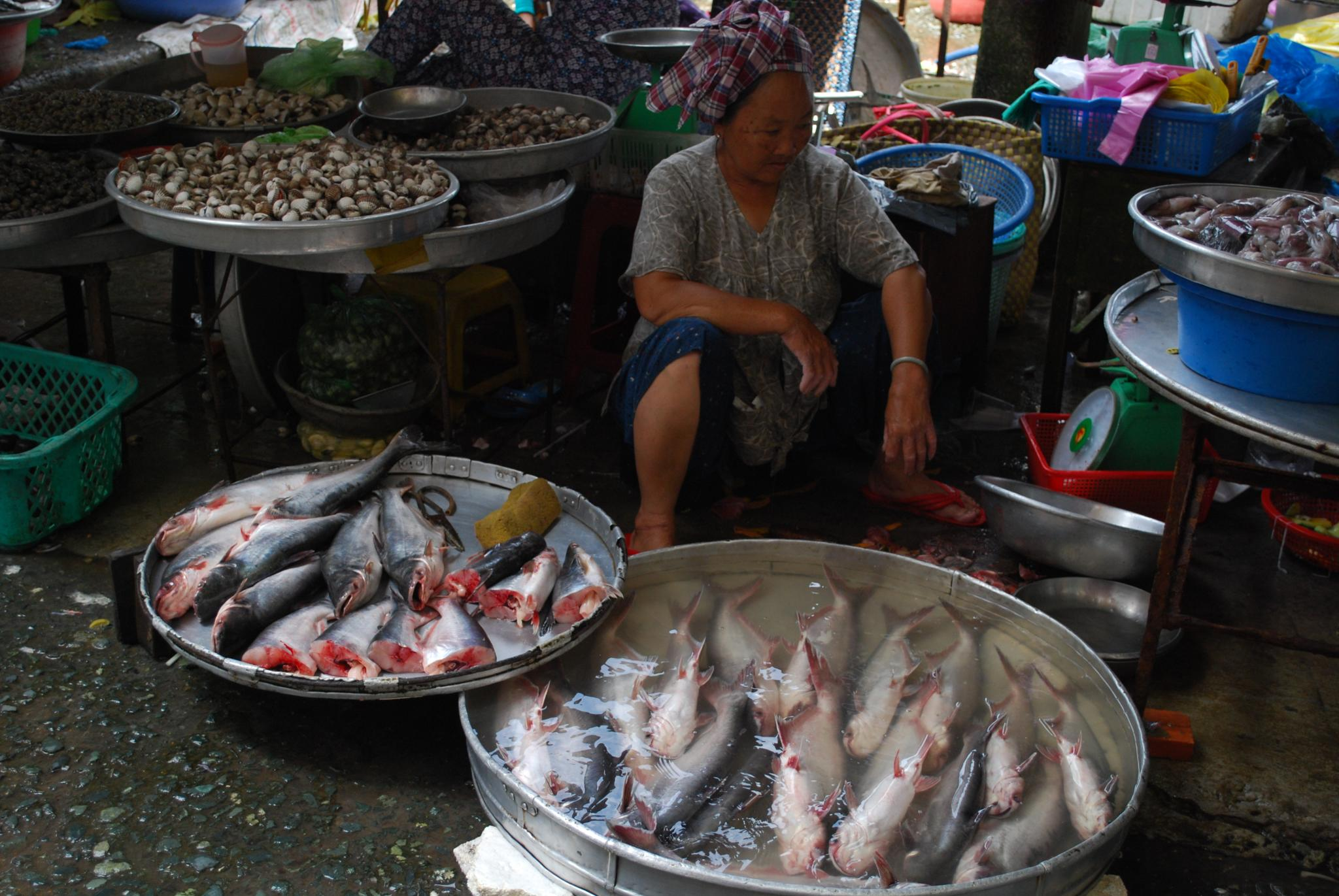
Basa auf einem Markt in Vietnam

Pangasius bocourti, manchmal auch Basa nach dem vietnamesischen Namen des Tieres, ist eine Fischart aus der Gattung Pangasius innerhalb der Familie der Haiwelse. Die Art kommt in den Flusssystemen des Mekong und Mae Nam Chao Phraya in Kambodscha, Laos, Vietnam und Thailand vor und ist dort ein beliebter Speisefisch, der auch in Aquakultur gezogen wird.

## Merkmale
Pangasius bocourti ist ein kräftig gebauter Fisch mit bläulich-schwarzem Rücken. Der Kopf ist breiter als lang und abgerundet mit einer stumpf-gerundeten Schnauze, die ein breites, weißes Band um das Maul aufweist. An Zähnen sind je Kieferseite nur je eine Gruppe am Pflugscharbein und am Gaumenbein vorhanden. Die Art erreicht eine Körperlänge von bis zu 120 cm. Die Afterflosse trägt 31 bis 35 Weichstrahlen.

## Lebensweise
Pangasius bocourti besiedelt große Flüsse und findet sich hier sowohl in schnell als auch in langsam fließenden Abschnitten. Als Nahrung dient vorwiegend pflanzliches Material, aber auch Gliederfüßer, Weichtiere und Fische werden gefressen. Zu Beginn der Überflutungszeit werden die Eier abgelegt, danach wandern die Altfische in die überschwemmten Gebiete ein.